# Tiszadorogma

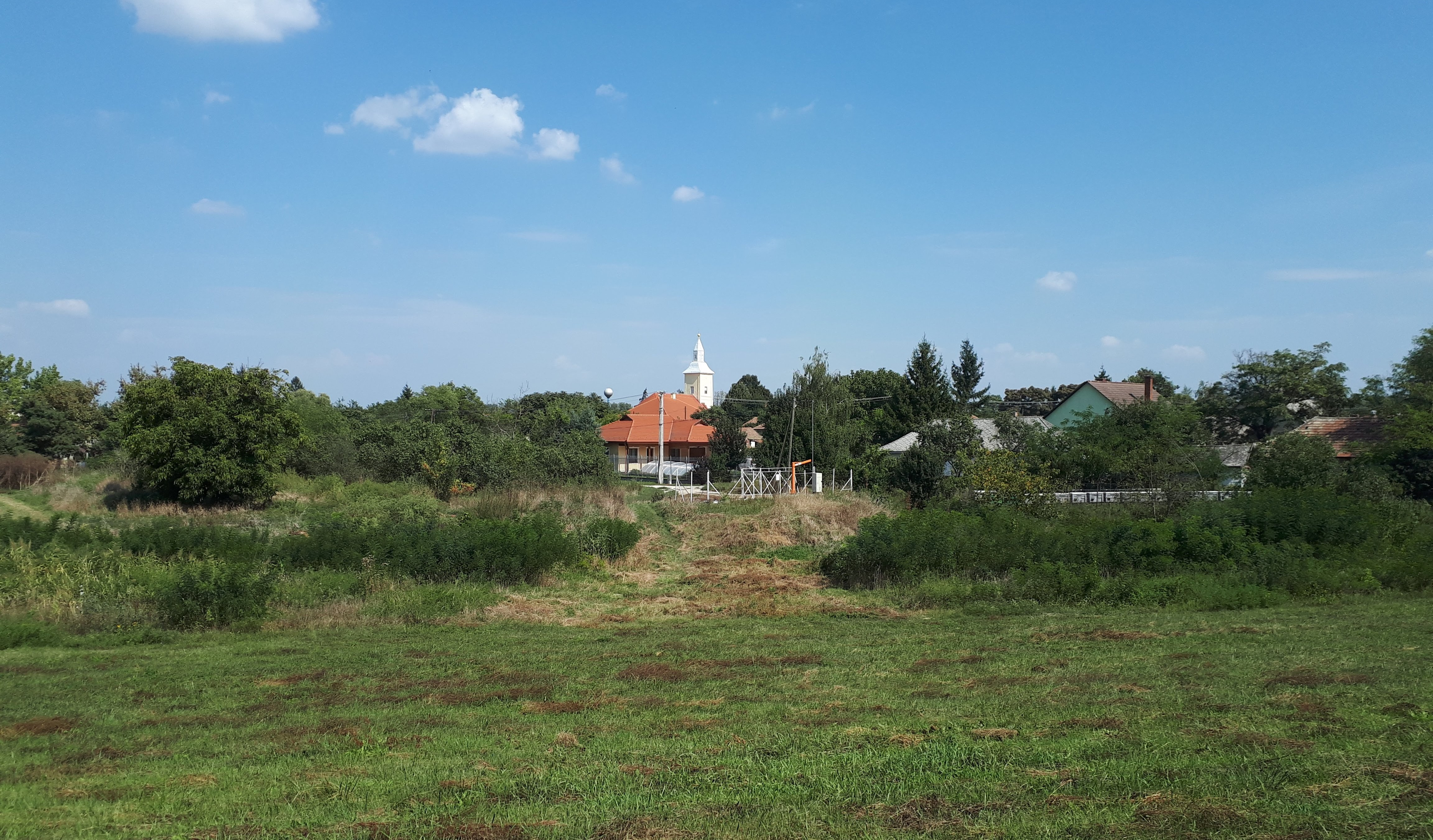
Blick auf die reformierte Kirche

Tiszadorogma ist eine ungarische Gemeinde im Kreis Mezőcsát im Komitat Borsod-Abaúj-Zemplén.

## Geografische Lage
Tiszadorogma liegt in Nordungarn, knapp 50 Kilometer südlich des Komitatssitzes Miskolc und 15 Kilometer südwestlich der Kreisstadt Mezőcsát, am nördlichen rechten Ufer der Theiß. Die Gemeinde grenzt an das Komitat Hajdú-Bihar sowie an das Komitat Jász-Nagykun-Szolnok und an folgende Gemeinden:
| Mezőnagymihály  |                                             | Ároktő          |
| Tiszabábolna    | Kompassrose, die auf Nachbargemeinden zeigt | Tiszacsege (HB) |
| Tiszafüred (JN) | Egyek (HB)                                  |                 |

## Geschichte
Im Jahr 1913 gab es in der damaligen Großgemeinde 274 Häuser und 1255 Einwohner auf einer Fläche von 11.312 Katastraljochen. Sie gehörte zu dieser Zeit zum Bezirk Mezőcsát im Komitat Borsod.

## Gemeindepartnerschaft
Tiszadorogma ist seit 2005 mit der sächsischen Gemeinde Niederwiesa verpartnert. 2010 kam das benachbarte Ároktő hinzu.

## Sehenswürdigkeiten
- Festival Vesszős Napok
- Reformierte Kirche, erbaut 1789 bis 1792, der Turm wurde von 1854 bis 1855 hinzugefügt

## Verkehr
Durch Tiszadorogma verläuft die Landstraße Nr. 3302. Südlich des Ortes gibt es tagsüber eine Fährverbindung über die Theiß in Richtung Egyek. Es bestehen Busverbindungen über Ároktő nach Mezőcsát sowie über Négyes und Egerlövő nach Mezőkövesd. Die nächstgelegenen Bahnhöfe befinden sich südlich in Egyek und nordöstlich in Mezőcsát.